# Irene Geis
Irene Bluthenthal Geis (Alemania, 6 de febrero de 1938- Santiago, junio de 2022) fue una periodista judía, escritora, editora, docente y presentadora de televisión chilena.

## Biografía
Nació el 6 de febrero de 1938 en Alemania (República Federal de Alemania). Hija de un matrimonio judío-alemán, quienes dado el surgimiento del radicalismo del poder Nazi y el inicio de la Segunda Guerra Mundial, se vieron obligados a emigrar a Chile cuando apenas Irene tenía un año. Llegaron a Chile en febrero de 1939 en uno de los últimos barcos tripulados con judíos que salió de Alemania antes que estallara la guerra.
Cursó su educación media en el Liceo 7 de niñas Luisa Saavedra de González de Providencia. A Irene siempre le gustó escribir, de pequeña escribía poesía, pero no fue hasta que asistió a una charla dictada por el periodista y profesor Ernesto Montenegro, realizada en el Liceo 7, sobre la recientemente creada Escuela de Periodismo de la Universidad de Chile, que fue cuando Irene encontró su vocación y decidió entrar a estudiar esta carrera. Estudió Periodismo en la Universidad de Chile entre los años 1956 y 1960, convirtiéndose en una de las primeras mujeres periodistas del país y una de las primeras egresadas de la Escuela.
Una vez egresada, inició su carrera profesional como reportera del diario La Tercera de la Hora, donde su jefe fue Luis Fuenzalida. Cuatro años más tarde realizó labores como redactora en Flash, revista especializada en el periodismo gráfico, para posteriormente asumir el 26 de marzo de 1965 la dirección de las revistas 7 Días, puesto que ocupó hasta el 9 de enero de 1967, delegando la dirección a Fernando Reyes Matta. En 1967 incursionó como libretista y conductora del programa Emisión Cero transmitido por el Canal 9 de televisión de la Universidad de Chile, trabajo que la hizo conocida a nivel nacional. Este mismo año recibió el Premio Lenka Franulic, premio que reconoce la trayectoria en el periodismo femenino entregado por la Asociación Nacional de Mujeres Periodistas de Chile, y el Premio Taller de los 60 de Casa de las Américas por su trabajo periodístico.
Retomó en 1967 su trabajo de reportera política del diario La Segunda, donde conoció a Manuel Cabieses, redactor político de Última Hora, y fue quien influyó en su definición política. Irene comenzó a tener una participación más comprometida en la Agrupación de Reporteros Políticos, ya no siéndole indiferentes los problemas propios de su gremio ni del país. Dos años más tarde renunció a La Segunda y en 1969 fue nombrada Directora de la Escuela de Periodismo de la Universidad de Concepción, convirtiéndose en la primera mujer en ostentar este cargo en toda América del Sur.
Luego que Salvador Allende resultara electo presidente de Chile, Irene regresó a Santiago y, convencida por Rodrigo Ambrosio, ingresó como militante al Movimiento de Acción Popular Unitaria (MAPU). En 1971 volvió a trabajar en el Canal 9 de televisión de la Universidad de Chile como editora de “Programas Especiales”, y como conductora de los programas  “Contrapunto” y “Aire Libre”. Un año después, en 1972, animó el programa "Vamos Mujer'' de Canal 7 de Televisión Nacional de Chile.
Tras el Golpe de Estado  de 1973, Irene se vio obligada al exilio. Buscó refugio en Buenos Aires, Argentina, donde llegó a formar parte del equipo de redactores de la sección internacional del matutino La Calle. En 1976 comenzó a trabajar como asistente de Jacobo Timmerman, director del diario La Opinión. Sin embargo, una vez instaurada la dictadura cívico-militar de Videla, el Proceso de Reorganización Nacional, Timmerman fue secuestrado, y Geis se vio nuevamente obligada a emigrar, pero esta vez volvió a su natal Alemania. Estuvo radicada allí por un par de meses, habitando una pieza de hotel, en donde escribió su primer libro “Exiliario”.
En 1977 retornó a Chile, periodo que fue muy difícil dado que todos sus conocidos le negaban el contacto y no podía encontrar trabajo. Buscó nuevas opciones y estudió cosmetología para ganarse la vida. Logró conseguir trabajo como corresponsal para algunos  periódicos europeos y para el Latin American Newsletter. En 1980 se comenzó a publicar la revista Clan, donde trabajó como redactora y traductora de alemán.
En 1982 comenzó a trabajar como redactora política de la revista Análisis y con ello llegó la estabilidad a su vida. En 1984, Irene trabajó como corresponsal en Chile para el diario italiano Il Manifesto y para el diario argentino La Razón. Con el tiempo se convirtió en corresponsal de otros medios como la revista El Periodista, de Argentina, y la revista Nueva Sociedad, de Venezuela. En 1987 se convirtió en editora general y copropietaria de la revista Pluma y Pincel, y es nombrada directora del diario Fortín Mapocho, famoso medio de oposición a la dictadura chilena.
Para el año 1989, Irene decidió volver a la docencia trabajando en la Escuela de Periodismo de la Universidad Bolivariana. En 1990, Geis se integró al diario La Nación trabajando como editora de la sección Sociedad y Ciudad. Ese mismo año, la Escuela de Periodismo de la Universidad Academia Humanismo Cristiano le ofreció el puesto de profesora y, posteriormente, el cargo de directora de escuela. Desde el año 1998, trabajó como profesora de la Escuela de Periodismo de la Universidad de Chile,  donde dictó la cátedra de Periodismo Político.
Entre los años 1996-1998, encabezó el proyecto de investigación “Los hilos invisibles del deporte” junto al profesor Héctor Vera Vera y la periodista Clara Isabel Pérez, investigación que contó con el apoyo de Fondecyt.

## Publicaciones

### Ficción
| Año  | Título                               |
| ---- | ------------------------------------ |
| 1984 | Exiliario                            |
| 1984 | Encuento: narradores chilenos de hoy |
| 1988 | Cuentos Chilenos                     |
| 1996 | Copa de Vinagre                      |
| 2004 | Como un pájaro sin luz               |
| 2012 | La pasión de Torquemada              |
| 2015 | De la guerra                         |

### Académico
| Año         | Título |
| ----------- | --- |
| 1973 - 1988 | Los hilos invisibles del deporte: uso ideológico del acontecimiento deportivo en dos diarios de circulación nacional |